# Portgölarna (norra)
Portgölarna är en sjö i Vaggeryds kommun i Småland och ingår i Lagans huvudavrinningsområde. Sjön är 10,4 meter djup, har en yta på 0,005 kvadratkilometer och befinner sig 234 meter över havet.